# Spotsylvania Court House
La zone non incorporée de Spotsylvania Court House est le siège du comté de Spotsylvania, dans l’État de Virginie, aux États-Unis. Lors du recensement de 2010, sa population s’élevait à 4 239 habitants.

## Source
- (en) Cet article est partiellement ou en totalité issu de l’article de Wikipédia en anglais intitulé « Spotsylvania Courthouse, Virginia » (voir la liste des auteurs).